# Suore piccole operaie del Sacro Cuore
Le Suore Piccole Operaie del Sacro Cuore sono un istituto religioso femminile di diritto pontificio.

## Storia
La congregazione fu fondata l'8 dicembre 1935 a Trani da Anna Ventura insieme con il barnabita Erminio Rondini per la preparazione tecnica e la formazione spirituale delle giovani in scuole e laboratori di sartoria.
L'istituto ricevette il riconoscimento pontificio il 10 gennaio 1948.

## Attività e diffusione
Oltre che all'apostolato in scuole e laboratori di maglieria e sartoria, le suore si dedicano al lavoro in asili, collegi, orfanotrofi e case di riposo per anziani.
La sede generalizia è a Trani.
Alla fine del 2015 l'istituto contava 67 religiose in 9 case.